# Тат-Кудаш
Тат-Кудаш (баш. Тат-Ҡоҙаш) — деревня в Караидельском районе Республики Башкортостан Российской Федерации. Входит в состав Кирзинского сельсовета. 

## Топоним
Тат-Кудаш соотносится с названием соседних деревень Верхний Казмаш и Русский Кудаш (Александровка).

## География

### Географическое положение
Расстояние до:
- районного центра (Караидель): 64 км,
- центра сельсовета (Кирзя): 28 км,
- ближайшей ж/д станции (Щучье Озеро): 160 км.

## Население
| 2002 | 2009 | 2010 |
| ---- | ---- | ---- |
| 14   | ↘1   | →1   |

Национальный состав
Согласно переписи 2002 года, преобладающая национальность — башкиры (79 %).

## Инфраструктура
Личное подсобное хозяйство с зоной сельскохозяйственного использования, индивидуальная застройка усадебного типа.